# Міщенко Григорій Григорович
Григорій Григорович Мі́щенко (нар. 15 квітня 1940, Новоукраїнка — пом. 30 жовтня 2019, Київ) — український живописець і мистецтвознавець; член Київської організації Національної спілки художників України з 1999 року.

## Біографія
Народився 15 квітня 1940 року в селі Новоукраїнці (нині Більмацький район Запорізької області, Україна). З 1947 року виховувався у дитячих будинках. Був вільним слухачем Харківського художнього інституту, а упродовж 1963—1968 років навчався у Харківському художньо-промисловому інституті, де його викладачами були зокрема Борис Косарєв, Василь Єрмилов, Михайло Зубар. Дипломна робота — картина «Запорозьке козацтво та Червоне козацтво».
У 1970–1980-ті роки мешкав у Боярці, працював у Києві: у 1970-ті роки — викладачем декоративної композиції і рисунка художньої школи № 2; у 1980-ті роки — оформлювачем; упродовж 1997—2003 років — редактором відділу теорії та аналізу образотворчого мистецтва журналу «Образотворче мистецтво». Підтримував зв'язки з діячами українського правозахисного руху — шістдесятниками.
Жив у Києві, в будинку на провулку Квітневому, № 10, квартира № 87. Помер у Києві 30 жовтня 2019 року. Похований у селі Саварці Обухівського району Київської області.

## Творчість і мистецтвознавча діяльність
Працював у галузі станкового живопису, писав тематичні та історичні полотна,
пейзажі і портрети у реалістичному стилі з особливостями народної картини. Серед робіт:
- Автопортрет" (1965; 1975; 2005);
- «Хмаровий плин» (1965);
- «Жіноча доля (Мати)» (1969);
- «Похорони немовляти» (1970-ті);
- «Син» (1974);
- «Мама, тато і я» (1977);
- «Портрет із віддзеркалення» (1978);
- «Понад Россю» (1978);
- «Кіоскерка» (1979);
- «Портрет з уяви» (1979);
- «Козак убитий на купині» (1980-ті);
- «Козаки гуляють» (1980);
- «Козак нудиться, сердешний» (1981);
- «Стоїть козак під вікном» (1981);
- «Козак Мамай» (1981);
- «Запорозький козак» (1981);
- «Дружина» (1983);
- «Козак у степу» (1983);
- «Тарас Шевченко» (1985);
- «Козак Мамай» (1985);
- «Гусопаси» (1985);
- «Лист від сина» (1988);
- «Козак чатує» (1988);
- «Алегорія» (1990-ті);
- «Межова груша» (1990);
- «Рідне гніздо» (1990);
- «Може хтось пройде» (1990);
- «Старість — не радість» (1991);
- «Зажурений сонях» (1995);
- «Етюд Росі» (2000);
- «Рідне гніздо» (2000);
- «Донька» (2002);
- «Благословення Оранти» (2004);
- «Надвечір'я на річці» (2004);
- «Козацькі будні» (2009);
- «Аби було єдине стадо і єдин пастор» (2012).

У 1980-х роках створив серію із 25 картин із портретом Тараса Шевченка — «Не називаю її раєм (Старі українські хати)», в якій зобразив реальне житло і сцени з життя селян Київської губернії Російської імперії у XIX—XX століттях.
Брав участь у всеукраїнських художніх виставках з 1990-х років, зокрема у 2007–2016 роках у виставках «Від Трипілля до сьогодення». Персональні виставки відбулися у Києві у 1991–1992 і 2010 роках, Боярці у 1992 році. 
Як мистецтвознавець, досліджував проблеми композиційної структури твору, езотерику квадрата, кола; особливості образотворення та архетипність мислення художників різних шкіл і стилів, особливо українського народного мистецтва та його вплив на професійне мистецтво. У журналі «Образотворче мистецтво» в 1990-ті роки опублікував цикл статей «Що таке національна форма», де розглянув структуру композиції та національні засоби творчого самовиразу. Автор публікацій у журналах «Народне мистецтво», «Українська культура», «Артанія», «Вітчизна», «Визвольний шлях» про народне мистецтво, творчість Феодосія Гуменюка, Івана Марчука, Василя Перевальського, Володимира Куткіна, Данила Нарбута, Анатолія Буртового, бойчукістів. 